# Acratie

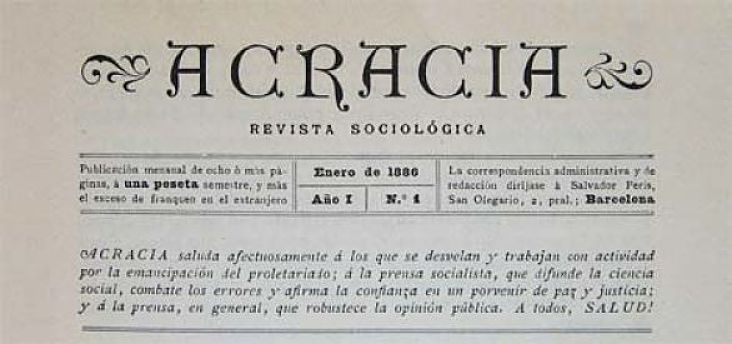
Acracia, Barcelone, 1886.

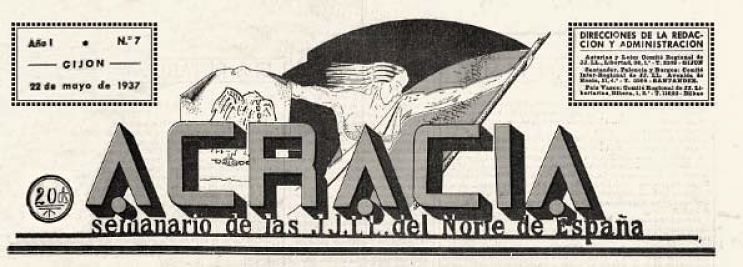
Acratia, journal de la Fédération ibérique des jeunesses libertaires du Nord (22 mai 1937).

Ne doit pas être confondu avec Acrasie.
Pour les articles homonymes, voir Acratie (homonymie).
L'acratie (ou acratisme ou acrate) est un concept de philosophie politique, inspiré de l'espagnol acracia, qui définit un état d'absence d'autorité, de domination, de pouvoir.
Le terme est d’un usage fréquent dans la tradition libertaire hispanophone où il est utilisé notamment comme titre pour de nombreuses publications,.
Certains anarchistes useront du terme « acratie » (du grec « kratos », le pouvoir), donc littéralement « absence de pouvoir », plutôt que du terme « anarchie » qui leur semble devenu ambigu ou péjoratif. De même, certains anarchistes auront plutôt tendance à utiliser le terme de « libertaires ».

## Définitions
Étymologiquement, le terme vient du grec ἀ-κρατία, « absence de » « pouvoir ».
En 1914, La Revue politique internationale précise : « L'A-cratie n'est pas l'A-narchie. L'Acratie est l'idéal d'une société ignorant toute exploitation économique, l'anarchie est l'idéal d'une société dépourvue de toute autorité et de tout pouvoir juridique coercitif : ce sont donc, tout d'abord au point de vue abstrait, deux concepts totalement opposés. »
Cette définition est renforcée, en 1936, par les Archives pour la science et la réforme sociales qui lui donne le « sens du manque de toute espèce d'exploitation, non […] celui d'absence complète de l'autorité ».
Pour l'Encyclopédie anarchiste, « le mot a-crate […] signifie l’absence de tout pouvoir » et « pour que l’anarchisme ne se mue pas en outil de conservation sociale ou morale, […] il est nécessaire qu’en son sein se concurrencent toutes les éthiques antiautoritaires, toutes les façons acratiques […] de vivre la vie ».
La Gran Enciclopèdia Catalana y consacre deux articles, où sont définies une « Doctrine qui nie la nécessité de l'existence du pouvoir politique et de l'autorité, et dont l'objectif est de les supprimer. » et avec un lien vers anarchisme, une « situation sociale où il n'y a pas de pouvoir, avec peu ou pas d'autorité ».
Pour Les Études bergsoniennes en 1970, « l'acratie [est] la liberté de désobéissance à la force politique […] par l'acratie est rendue possible l'anarchie qui constitue le règne de la morale des fins. »
Pour le politologue Jacques Viard, « La République proudhonienne est une « acratie, une anarchie positive qui se passe de souverain parce qu'elle fait confiance à la liberté. […] Ainsi la république gouvernement de la démocratie identifiée à l'acratie - abolition de toute autorité arbitraire - est-elle bien une an-archie, c'est-à-dire « une absence de souverain », de souveraineté, même populaire. »

## Historiologie

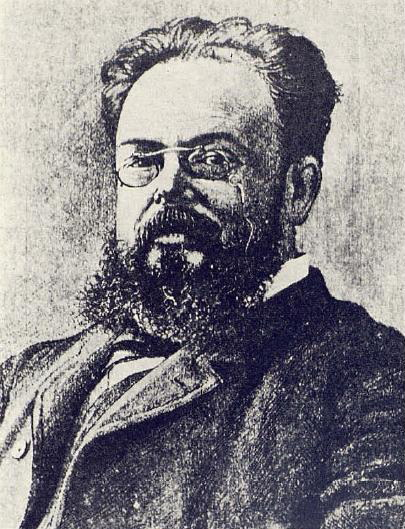
Rafael Farga i Pellicer.

La paternité du néologisme Acracia est parfois attribuée à Rafael Farga i Pellicer (1844-1890), militant syndicaliste catalan. En 1886-1888, Pellicer utilise l'expression dans des articles publiés dans Acracia, journal qu'il a fondé à Barcelone avec Anselmo Lorenzo. Entre janvier et juillet 1887, il y publie une série de textes titrés « Acratismo societario ».
En 1887, au congrès de la Fédération régionale espagnole de l'Association internationale des travailleurs, un Manifeste est adopté et publié dans le journal El Productor : « Nous proclamons l'acratie et nous aspirons à un régime économico-social dans lequel, par l'accord des intérêts et la réciprocité des droits et des devoirs tous seront libres, tous contribueront à la production et jouiront du plus grand bonheur possible, qui consiste en ce que les produits consommés soient le fruit du travail de chacun, sans exploitation, et par conséquent sans les malédictions d'aucun exploité. »,
Dans une lettre du 27 juillet 1893, le célèbre photographe Nadar écrit : « J’en suis venu à l’acratie pure et simple qui m’apparaît comme l’unique vérité de demain ».
En 1897, s'interrogeant sur les positions de Francesco Merlino, A. D. Bancel écrit dans L'Humanité nouvelle : « Notre auteur essaie de démontrer […] que la démocratie - gouvernement de tous en général - équivaut à l'anarchie, à l'acratie, à la suppression de tout gouvernement. » Et, dans la même livraison, A. Hamon affirme « qu'existent ou que peuvent exister des socialismes anarchiques ou acratiques, des socialismes autocratiques, des socialismes théocratiques, des socialismes monarchiques, des socialismes parlementaires, etc. »
En 1901 sort au Chili, le journal El Ácrata dont le titre « résume un point fondamental de la doctrine » libertaire et « stipule un point fondamental et bien connu de la pensée révolutionnaire ».
À Buenos-Aires, le 5 janvier 1901, Antonio Pellicer Paraire fonde le journal La Protesta humana, où il utilise la synonymie entre acratísmo et no autoritarismo.
En 1901, l'espagnol Francisco Ferrer, « s'étant intéressé au républicanisme puis à l'acratie » fonde à Barcelone la première École Moderne dont, selon William Archer, « le programme […] était indiscutablement acrate. Sa finalité était conceptuellement libertaire : antipatriotique, antimilitariste, rationaliste, antiétatique. »

En 1901, dans son étude Le militarisme et l'attitude des anarchistes et socialistes révolutionnaires devant la guerre, le Néerlandais Ferdinand Domela Nieuwenhuis interpelle : 

« C'est le célèbre philosophe Kant qui, dans son projet de paix perpétuelle, dit que toutes les craties, que ce soit l'autocratie, l'aristocratie ou la démocratie (gouvernement d'un seul, des meilleurs ou du peuple), sont funestes et despotiques. À bas donc les craties ; mais qu'est-ce donc autre que l'anarchie ou l’acratie ? »

En 1904, le jeune socialiste libertaire Charles Péguy consacre trois conférences à l'École des Hautes Études Sociales au thème de l'acratie. 

« Il avait défini deux formes de l'autorité, la forme cratie et la forme archie ; celle-ci noble, celle-là dégradée. La cratie, disait-il, est l'autorité sans passé, sans principe et qui s'impose par la peur. L'archie est fondée sur des supériorités réelles, sur de longues expériences, sur des croyances, des nuances de consentement intime, des adhésions loyales […] Il se déclarait lui-même acratiste, mais archiste. » « Péguy n'a rien — il en a même fait la théorie — contre l'autorité de compétence. Mais il s'insurge contre l'autorité de commandement, surtout lors qu'elle se manifeste dans le domaine de la raison. Cet “acratisme” dont il se targue s'en prend bien sûr à l'aspect le plus grossier de l'appétit de pouvoir. »

Pierre Kropotkine ou Martin Buber utilisent le terme comme synonyme d'anarchie.
En 1916, E. Armand fonde le journal Par-delà la mêlée sous-titré « acrate, individualiste, éclectique, inactuel ».
En 2018, l'économiste et chercheur en philosophie Frédéric Lordon précise : « Le courant politique que l’on appelle "anarchisme", comme visée d’un monde sans pouvoir ni domination, devrait en fait s’appeler "acratie" ».

## Sources

### Documentaires
- Virginia Martínez, Ácratas (en), Uruguay, 2000, voir en ligne.
- Françoise Arnoult, Jacques Pillet, Sur les chemins d'Acratie[35],[36], 2015.

### Notice
- Notice dans un dictionnaire ou une encyclopédie généraliste :   - Gran Enciclopèdia Catalana